# Kha thụ Trung Bộ
Kha thụ Trung Bộ hay kha thụ Việt, ko ko nam (danh pháp: Castanopsis annamensis) là một loài thực vật có hoa trong họ Fagaceae. Loài này được Hickel & A.Camus mô tả khoa học đầu tiên năm 1921.